# Lizard fyrtårn
Lizard fyrtårn er beliggende på Lizard Point i Cornwall, England, og består i dag (2015) af et enkelt lyssystem, som afgiver et hvidt blink hvert tredje sekund og kan ses på en afstand af ca. 40 kilometer.
Tårnet er forsynet med et tågehorn, som giver 1 lydsignal hvert 30. sekund.

## Historie
- Det første tårn blev bygget i 1619, men blev nedlagt i 1620, angiveligt på grund af manglende muligheder for at inddrive afgifter fra forbisejlende skibe.
- I 1762 byggede Trinity House et kompleks bestående af to tårne, som var kulfyrede. Tårnene var leased i 61 år til Thomas Fonnerau.
- I 1812 blev de kulfyrede enheder erstattet af Argand olie lamper, som blev erstattet i 1878 af elektrisk drevne lamper med forsyning fra elektriske generatorer.
- 1903 blev fyret igen moderniseret med blinkende lys og den dobbelte tårnenhed nedlagt.
- 1998 blev fyret automatiseret, og er siden 2009 åbent som fyr-museum for turister.

## Ekstern henvisning
- Lizard fyrtårn, information fra Trinity House Arkiveret 3. september 2011 hos  Wayback Machine